# Peacemaker (televisieserie)
Peacemaker is een Amerikaanse Superheldenserie die is gemaakt door James Gunn voor de streamingdienst HBO Max, waarin het DC Comics-personage met dezelfde naam speelt. Het eerste seizeon van de serie speelt zich af in de DC Extended Universe (DCEU), en is een vervolg op de film The Suicide Squad uit 2021, waarin Peacemaker een prominent lid was van de Suicide Squad. Peacemaker is geproduceerd door Warner Bros. Television, waarbij James Gunn niet alleen de televisieserie heeft geschreven, geproduceerd maar ook enkele afleveringen heeft geregisseerd. 

## Verhaal
Nadat Peacemaker / Christopher Smith is hersteld van zijn verwondingen tijdens de gebeurtenissen van The Suicide Squad (2021), wordt Peacemaker gedwongen met een team mee te doen om zich aan te sluiten bij "Project Butterfly". De missie van dit team is de parasitaire vlinderachtige wezens te stoppen, omdat deze een gevaar vormen voor de Verenigde Staten en de wereld.

## Rolverdeling
| Acteur / actrice          | Personage                      | Seizoen     | Seizoen |
| Acteur / actrice          | Personage                      | 1           |         |
| ------------------------- | ------------------------------ | ----------- | ------- |
| John Cena                 | Peacemaker / Christopher Smith | Hoofdrol    |         |
| Danielle Brooks           | Leota Adebayo                  | Hoofdrol    |         |
| Freddie Stroma            | Adrian Chase / Vigilante       | Hoofdrol    |         |
| Jennifer Holland          | Emilia Harcourt                | Hoofdrol    |         |
| Steve Agee                | John Economos                  | Hoofdrol    |         |
| Robert Patrick            | Auggie Smith / White Dragon    | Hoofdrol    |         |
| Chukwudi Iwuji            | Clemson Murn                   | Hoofdrol    |         |
| Dee Bradley Baker (stem)  | Eagly                          | Terugkerend |         |
| Annie Chang               | Detective Sophie Song          | Terugkerend |         |
| Lochlyn Munro             | Detective Larry Fitzgibbon     | Terugkerend |         |
| Elizabeth Ludlow          | Keeya Adebayo                  | Terugkerend |         |
| Nhut Lee                  | Judomaster                     | Terugkerend |         |
| Christopher Heyerdahl     | Captain Casper Locke           | Terugkerend |         |
| Rizwan Manji              | Jamil                          | Terugkerend |         |
| Mel Tuck                  | Neighbour                      | Terugkerend |         |
| Viola Davis               | Amanda Waller                  | Terugkerend |         |
| Alison Araya              | Amber Calcaterra               | Terugkerend |         |
| Lenny Jacobson            | Evan Calcaterra                | Terugkerend |         |
| Antonio Cupo              | Royland Goff                   | Bijrol      |         |
| Jason Momoa               | Aquaman                        | Gastrol     |         |
| Ezra Miller               | The Flash / Barry Allen        | Gastrol     |         |
| Stephen Blackehart (stem) | Charlie                        | Gastrol     |         |

## Afleveringen

### Seizoen 1
| Nr. | Titel                       | Regisseur          | Schrijver(s) | Releasedatum     |
| --- | --------------------------- | ------------------ | ------------ | ---------------- |
| 1   | A Whole New Whirled         | James Gunn         | James Gunn   | 13 januari 2022  |
| 2   | Best Friends, For Never     | James Gunn         | James Gunn   | 13 januari 2022  |
| 3   | Better Goff Dead            | James Gunn         | James Gunn   | 13 januari 2022  |
| 4   | The Choad Less Traveled     | Jody Hill          | James Gunn   | 20 januari 2022  |
| 5   | Monkey Dory                 | Rosemary Rodriguez | James Gunn   | 27 januari 2022  |
| 6   | Murn After Reading          | James Gunn         | James Gunn   | 3 februari 2022  |
| 7   | Stop Dragon My Heart Around | Brad Anderson      | James Gunn   | 10 februari 2022 |
| 8   | It's Cow or Never           | James Gunn         | James Gunn   | 17 februari 2022 |

### Seizoen 2
Het tweede seizoen werd geproduceerd door de DC Studios en speelt zich af in het DC Universe.